# لیونا ولی (کالیفرنیا)
لیونا ولی (به انگلیسی: Leona Valley) یک منطقهٔ مسکونی در ایالات متحده آمریکا است که در شهرستان لس‌آنجلس، کالیفرنیا واقع شده‌است. لیونا ولی ۴۸٫۱۱۷ کیلومتر مربع مساحت و ۱٬۶۰۷ نفر جمعیت دارد و ۱٬۰۶۴٫۰۷ متر بالاتر از سطح دریا واقع شده‌است.